# アプノモニター

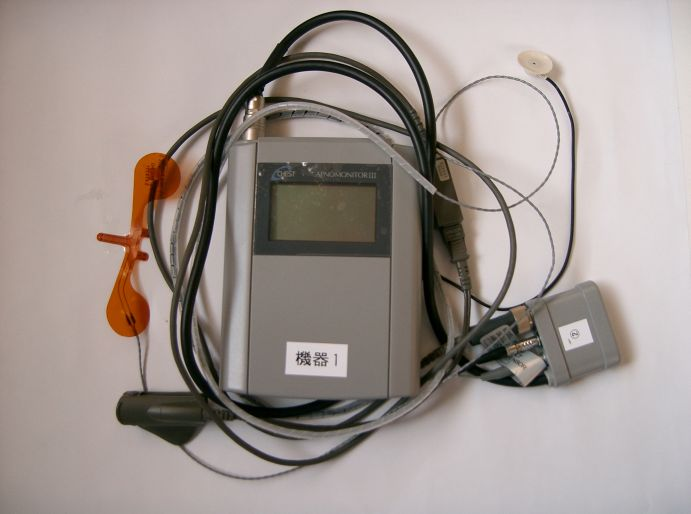
アプノモニター

アプノモニターとは、睡眠時無呼吸症候群の小型で簡便な検査機器である。

## 概要
口・鼻の気流(呼吸）、気管音（いびき）、パルスオキシメーターなどのセンサー部分と本体（メモリー内蔵）より構成される。アプノモニターの型式により体位センサー、胸部・腹部呼吸センサー、呼吸圧センサー等の有無などに違いがある。
入院または在宅で睡眠時の検査を行い、検査後、パソコンに接続し検査データーの解析を行う。従来、睡眠時無呼吸症候群（SAS）の診断には、病院などに検査入院させて睡眠ポリソムノグラフィ（PSG)などの大掛かりな検査機器を取り付けて寝てもらうなどしていたが、この方法では普段と環境が違う事から、被検査者が熟睡できず、正確なデータが得られない等の弊害が指摘されていた。しかし検査機器のダウンサイジングに伴い、アプノモニターに代表されるような小型の検査機器があらわれた。これにより家庭でもスクリーニング程度の検査をできるようになり、同症状の検査が行いやすくなっている。